# Give Me the Night
Albums de George Benson
Livin' Inside Your Love
(1979) The George Benson Collection
(1981)
Singles
1. Give Me the Night
Sortie : juin 1980
2. Love X Love
Sortie : septembre 1980
3. What's on Your Mind
Sortie : 1980
4. Turn Out the Lamplight
Sortie : 1981

Give Me the Night est le dix-huitième album studio de George Benson, sorti le 9 août 1980. 
C'est le seul album de Benson ayant été produit par Quincy Jones, qui le sort sur son nouveau label Qwest Records, en collaboration avec Warner Bros. Records. 
La chanson du même nom, Give Me the Night, est sortie comme premier single de l'album. Elle atteint notamment la première place du classement soul américain et la quatrième place du Billboard Hot 100. Trois autres singles sont extraits de l'album : Love X Love, What's on Your Mind et Turn Out the Lamplight.

## Description
Sorti à l'été 1980, Give Me the Night est l'unique rencontre entre le guitariste George Benson et le célèbre producteur Quincy Jones qui sollicite ses fidèles collaborateurs, le compositeur Rod Temperton et l’ingénieur du son Bruce Swedien. L’album est souvent décrit comme un mélange de genres : la soul, le funk, ou le jazz dans une version très pop. Les chansons Moody's Mood et Love Dance ont quant à elles été enregistrées avec la chanteuse Patti Austin.

## Réception
Certifié platine par la RIAA, l'album s'est classé à la première place des classements américains Soul Albums et Jazz Albums ainsi qu'à la troisième place du classement Billboard 200. Son succès est principalement dû à son premier single, également intitulé Give Me the Night, qui s'est hissé en bonne position dans de nombreux classements musicaux, atteignant notamment la première place du classement Billboard Hot Soul Singles américain et la quatrième place du Billboard Hot 100.
L'album a valu à Benson trois Grammy Awards en 1981 : Meilleure prestation vocale R&B masculine, tandis que Moody's Mood a reçu la meilleure prestation vocale jazz et Off Broadway la meilleure prestation R&B instrumentale. Quincy Jones et Jerry Hey ont également remporté le Grammy Award du meilleur arrangement instrumental pour Dinorah, Dinorah.

## Liste des pistes
| 1. | Love X Love       | Rod Temperton                                                   | 4:45 |
| 2. | Off Broadway      | Temperton                                                       | 5:25 |
| 3. | Moody's Mood      | - James Moody - Eddie Jefferson - Jimmy McHugh - Dorothy Fields | 3:27 |
| 4. | Give Me the Night | Temperton                                                       | 5:00 |

| 5.  | What's on Your Mind    | - Kerry Chater - Glen Ballard               | 4:04 |
| 6.  | Dinorah, Dinorah       | - Ivan Lins - Vitor Martins                 | 3:41 |
| 7.  | Love Dance             | - Lins - Gilson Peranzzetta - Paul Williams | 3:18 |
| 8.  | Star of a Story        | Temperton                                   | 4:42 |
| 9.  | Midnight Love Affair   | David "Hawk" Wolinski (en)                  | 3:33 |
| 10. | Turn Out the Lamplight | Temperton                                   | 4:50 |

## Crédits
- George Benson – guitare, chant et chœurs (1, 3, 4, 7-10), scat (6)
- Herbie Hancock – synthétiseur (6-9), piano électrique (4, 8), Fender Rhodes (7, 8)
- Richard Tee – synthétiseur (4, 8-10), piano électrique (5)
- Clare Fischer – synthétiseur, piano acoustique, piano électrique (6)
- Michael Boddicker – synthétiseur (4, 5, 8)
- Lee Ritenour – guitare (2, 4, 5, 8, 9), guitare acoustique (7), guitare électrique (10)
- Greg Phillinganes – claviers (1-3, 10), synthétiseur (2, 3), Fender Rhodes (6)
- George Duke – claviers (9)
- Louis Johnson, Abraham Laboriel – basse
- Carlos Vega, John Robinson – batterie
- Paulinho Da Costa – percussions (1, 2, 4-8, 10)
- Jerry Hey – trompette (1, 2, 4-6, 9)
- Kim Hutchcroft, Larry Williams – saxophone, flûte (1, 2, 4-6, 9)
- Patti Austin – chant (3, 7) et chœurs (1, 4, 6, 8, 10)
- Jim Gilstrap, Diva Gray, Jocelyn Allen, Tom Bahler – chœurs
- Bruce Swedien – ingénieur du son, mixage
- Quincy Jones – producteur

Crédits adaptés du livret de l'album.

## Classements et certifications
| Classement (1980–1981)        | Meilleure position |
| ----------------------------- | ------------------ |
| Australie (Kent Music Report) | 9                  |
| Canada (RPM Top Albums)       | 19                 |
| États-Unis (Billboard 200)    | 3                  |
| États-Unis (Jazz Albums)      | 1                  |
| États-Unis (Top Black Albums) | 1                  |
| France (CIDD)                 | 1                  |
| Italie (Musica e dischi)      | 7                  |
| Norvège (VG-lista)            | 8                  |
| Nouvelle-Zélande (RIANZ)      | 2                  |
| Pays-Bas (Mega Album Top 100) | 18                 |
| Royaume-Uni (UK Albums Chart) | 3                  |
| Suède (Sverigetopplistan)     | 30                 |

| Classement (1980)             | Position |
| ----------------------------- | -------- |
| Australie (Kent Music Report) | 37       |
| Canada (RPM Top Albums)       | 94       |
| États-Unis (Cash Box)         | 26       |
| Italie (Musica e dischi)      | 41       |
| Norvège (VG-lista)            | 49       |
| Nouvelle-Zélande (RIANZ)      | 10       |
| Royaume-Uni (UK Albums Chart) | 18       |

| Classement (1981)             | Position |
| ----------------------------- | -------- |
| États-Unis (Top Black Albums) | 37       |

### Certifications
| Pays                                                                 | Certification | Ventes certifiées |
| -------------------------------------------------------------------- | ------------- | ----------------- |
| Australie (ARIA)                                                     | Platine       | 70 000^           |
| États-Unis (RIAA)                                                    | Platine       | 1 000 000^        |
| France (SNEP)                                                        | Or            | 100 000*          |
| Nouvelle-Zélande (RIANZ)                                             | Platine       | 15 000^           |
| Royaume-Uni (BPI)                                                    | Platine       | 300 000^          |
| *Ventes selon la certification ^Mise en rayon selon la certification |               |                   |